# Eimuntas Nekrošius

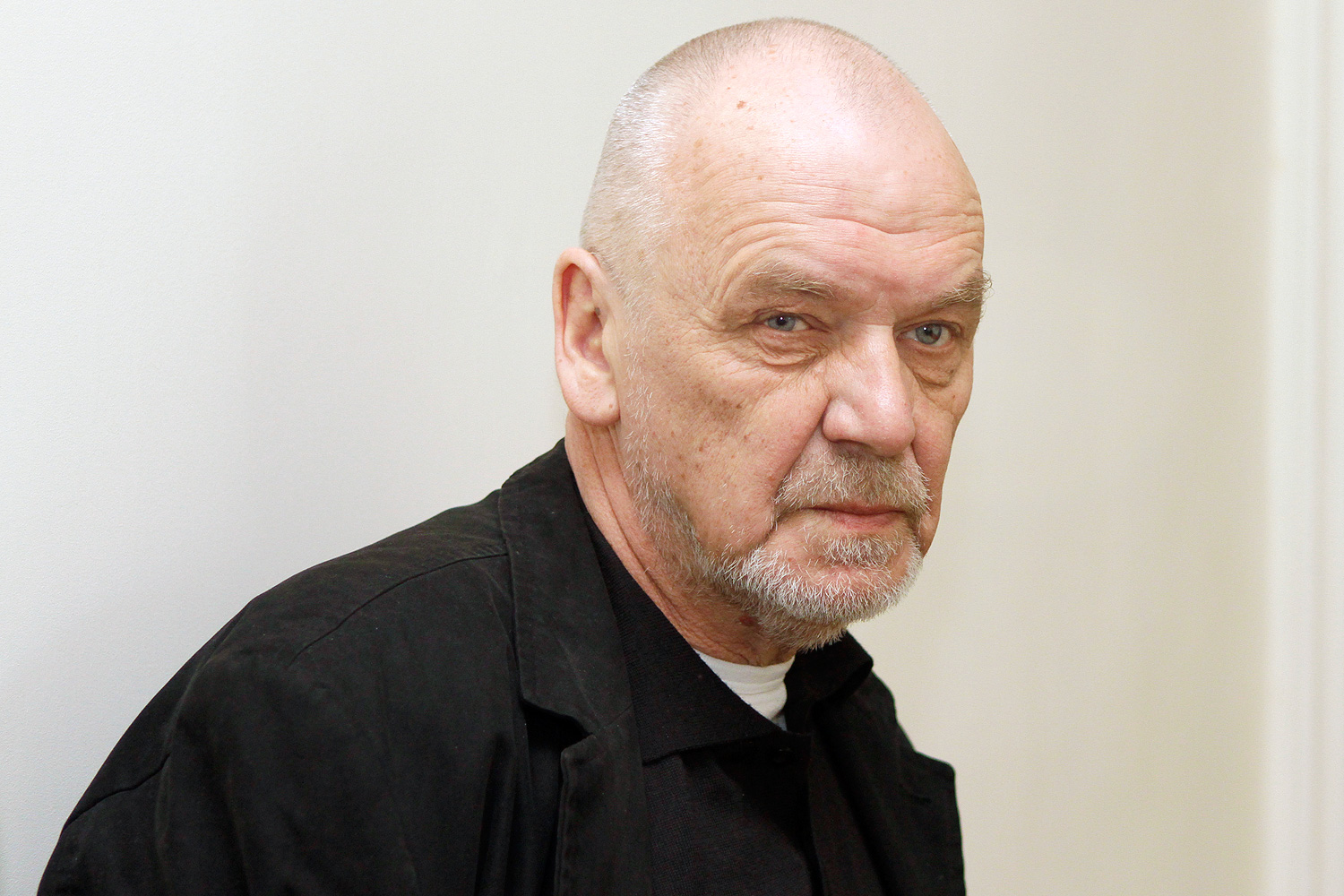
Eimuntas Nekrošius

Eimuntas Nekrošius (* 21. November 1952 in Pažobris, Rajongemeinde Raseiniai; † 20. November 2018 in Vilnius) war ein litauischer Regisseur.

## Leben
Nekrošius studierte am Konservatorium in Vilnius und am Lunatscharski-Institut (GITIS) in Moskau. 1976 gab er sein Regiedebüt mit Shelagh Delaneys Bitterer Honig. Nach dem Ende seines Studiums im Jahr 1978 arbeitete er von 1978 bis 1979 am Staatlichen Jugendtheater Jaunimo Teatras in Vilnius und von 1979 bis 1980 am Theater in Kaunas.
1980 kehrte er an das Jugendtheater in Vilnius zurück, dessen künstlerischer Leiter er bis 1991 war. Hier inszenierte er unter anderem 1980 sein eigenes Bühnenstück Kvadratas und 1986 Onkel Wanja von Anton Tschechow. 1988 erzielte er internationale Resonanz mit Gastspielen in den USA und Europa. 1991 übernahm Nekrošius die künstlerische Leitung des litauischen Theaterfestivals LIFE. In diesem Rahmen inszenierte er 1995 Drei Schwestern und 1997 Hamlet.
1998 gründete er das Studiotheater Meno Fortas, mit dem er mehrere international preisgekrönten Produktionen erarbeitete. 2002 betätigte er sich im Teatro Comunale di Firenze erstmals als Opernregisseur mit einer Aufführung von Verdis Macbeth. Oft als baltischer Robert Wilson bezeichnet, entwickelte Nekrošius eine sehr bildhafte, symbolbeladene szenische Sprache. Sein Sohn Marius arbeitet als Bühnenbildner.

## Preise
- 1988: Sonderpreis beim 22. Festival BITEF
- 1994: Europäischer Theaterpreis Neue Theater-Wirklichkeiten
- 1997: Nationaler Kultur- und Kunstpreis
- 1998: russischer Kritikerpreis
- 1999: Preis von Regierung Litauens
- 2001: Biennale-di-Venezia-Preis

## Ehrungen
- Komtur des Ordens des litauischen Großfürsten Gediminas, 1998
- Verdienst-Ritterkreuz Polens, 2001
- Orden für Verdienste um Litauen, 2003
- Orden des Fürsten Jaroslaw des Weisen (IV. Klasse), 2006
- Ehrendoktor der LMTA, 2013